# حصل على لعبة (فلم)
حصل على لعبة (بالإنجليزية: He Got Game) هو فلم رياضة دراما أمريكي تم إنتاجه في سنة 1998، وهو من إخراج وتأليف سبايك لي وبطولة دنزل واشنطن وراي ألين وميلا جوفوفيتش، الفلم يتكلم عن شخص إسمه جيك يتهم بقتل زوجته ويحلم بأن يكون لاعب كرة سلة ويقابل لاعب السلة راي ألين ومدة الفلم هي 136 دقيقة.

## روابط خارجية
- مقالات تستعمل روابط فنية بلا صلة مع ويكي بيانات